# Lance-grenades amovible type 91
Le lance-grenades Type 91 est un lance-grenades chinois utilisé pour lancer des grenades non létales de 35 mm. Il peut être disponible en variantes lancées à l'épaule, attachées au fusil et montées sur véhicule. La version montée sur fusil a un mécanisme de chargement similaire au M203 de fabrication américaine.

## Design et développement
Le lanceur à l'épaule est une arme à un coup, à alimentation manuelle et à chargement par la culasse. Il est léger, compact, à chargement par la culasse et à un coup. Il se compose d'un protège-main, d'un viseur, d'un récepteur en aluminium, d'un arrêt de canon et d'un mécanisme de mise à feu. L'arme pourrait être utilisée par n'importe quelle troupe d'assaut de première ligne ayant besoin d'un explosif à longue portée.
Cette arme serait portée comme arme secondaire pour un briseur, le membre d'une équipe qui porte un outil de brèche lors d'un assaut. La variante attachée au fusil peut être montée sous un Type 56, un Type 81 ou un QBZ-95.

## Types de grenades
DFB-91
Grenade assourdissante.
DFT-91
Grenade piquante.
DFR-91
Grenade de paintball.
DFC-91
Gaz lacrymogène.
DFG-91
Flashbang.

## Variantes
QLL-91
variante à l'épaule
QLG-91
variante attachée au fusil pour fusil d'assaut Type 56.
QLG-91A
variante attachée au fusil pour fusil d'assaut de type 81.
QLG-91B
variante attachée au fusil pour QBZ-95

### Monté sur véhicule
Cette version du Type 91 peut être montée sur le véhicule blindé de sécurité interne WZ-551. Il peut tirer en mode automatique et semi-automatique. Le lanceur est refroidi par air, actionné par recul, désintégrant une arme non létale alimentée par une courroie métallique.

## Utilisateurs
- China: Used by the People's Liberation Army.
- South Sudan